# ツインズ (香港のアイドルユニット)
Twins（ツインズ）は、ジリアン・チョンとシャーリーン・チョイの女性2名からなる香港のユニット。
2001年のデビューと同時に中華圏トップの人気ユニットとして活躍し、香港では珍しいご長寿ユニットとなった。ユニット名は2人がよく似ていることに由来するが、実際の双子ではない。

## 概説
2001年5月に結成するやたちまち香港のトップアイドルとなり、多くの新人賞を受賞する。音楽活動のほか、映画、テレビ番組、CF、さらにアニメソングなど幅広い活躍をみせ、映画『ツインズ・エフェクト』（千機変）などではアクションにも取り組んでいる。また、2人がそれぞれ映画などに単独で出演することも多い。
2008年6月下旬、所属レーベルであるEEGグループ代表の霍汶希は報道に対し、明確な言葉で解散とは認めなかったものの、2人はソロでも十分活動できると述べ、短期間のうちのユニット復活の可能性はないと答えた。将来の活動方針として、ジリアンはハリウッド映画へ、シャーリーンはアジア映画への出演の意向を示した。

## メンバー
- シャーリーン・チョイ（蔡卓妍、1982年11月22日（42歳） - ）
- ジリアン・チョン（鍾欣潼、1981年1月21日（44歳） - ）

## ディスコグラフィー
- Twins (EP)（2001年）
- 愛情當入樽 (EP)（2001年）
- 雙生兒 (EP) （2002年）
- 我們的紀念冊（2002年）
- Amazing Album（2002年）
- Happy Together（2002年）
- Touch of Love（2003年）
- 進化論（2003年）
- Magic（2004年）
- Girl Power（2004年）
- Such A Better Day（2004年）
- 見習愛神（2005年）
- Samba（2005年）
- 一時無兩（2005年）
- 八十塊環遊世界（2006年）
- Ho Hoo Tan（2006年）
- 我們相愛6年（2007年）
- Party（2007年）
- 桐話妍語（2008年）
- 人人彈起（2010年）
- 3650（2011年）
- 2 Be Free（2012年）

## フィルモグラフィー

### 映画
- 這個夏天有異性 Summer Breeze of Love（2002年）
- 一碌蔗 Just One Look（2002年）
- 古宅心慌慌 The Death Curse（2003年）
- 千機變 The Twins Effect（ツインズ・エフェクト 2003年）
- 鬼馬狂想曲 Fantasia（新世紀Mr.Boo! ホイさま カミさま ホトケさま 2004年） ※劇場未公開/DVDのみ
- 見習黑玫瑰 Protege de la Rose Noire（ツインローズ 2004年） ※劇場未公開/DVDのみ
- 戀情告急 Love on the Locks （2004年）
- 千機變 II: 花都大戰 The Twins Effect II（花都大戦 ツインズ・エフェクトII 2004年）
- 大無謂 6 AM（6AM 2004年）
- 精武家庭 House of Fury（ドラゴン・プロジェクト 2005年）
- 蟲不知 Bug Me Not（バグ・ミー・テンダー 恋と友情の物語 2005年） ※映画祭上映後、DVDのみ
- 雙子神偷 Twins Mission（ツインズ・ミッション 2007年） ※劇場未公開/DVDのみ
- 地獄第19層 Naraka 19（地獄第19層 2007年） ※CS放映のみ
- 超級經理人 Super Manager（2013年）
- 原諒他77次 77 Heartbreaks（77回、彼氏をゆるす 2017年） ※2017年第12回大阪アジアン映画祭でワールドプレミア上映

### テレビドラマ
- 齊天大聖孫悟空 The Great Monkey King Suen Wu Kong（西遊記 2002年）
- 一起喝采　All About Boy'Z（2003年）
- 功夫足球 Kung Fu Soccer（カンフーサッカー 2004年）